# Doolhof (Texel)
Het Doolhof op Texel is een klein bosje op de zuidoostelijke helling van de Hoge Berg ten westen van Oudeschild. Hoewel het klein is, valt het door de hoge ligging wel op en bepaalt het het omliggende landschap sterk.
De geschiedenis van het bosje begint in 1764 toen commissaris en commies Cornelis Roepel een stuk land van 17 are kocht op de Hoge Berg. Van hieraf was en is er een prachtig uitzicht op de Rede van Texel. Bovendien is er een klein heuveltje in het gebied. Van dit heuveltje gaan verhalen op Texel dat er een grote kei in verborgen zou liggen. De kei heet de Engelse Steen omdat hij helemaal onder de Noordzee door zou lopen tot in Engeland. De heuvel is te beklimmen via zeven treden: 'de zeven pannenkoeken'.
Roepel maakte er een mooi landgoedje van met een sterrebos en een wandellaan. In 1784 werd het verkocht aan de heer Kikkert. Deze maakte er een uitspanning en legde er een klein doolhof aan. In 1840 kwam het bos in bezit van de gemeente Texel. In die tijd werd het een geliefd gebied voor uitstapjes en dat bleef het een hele tijd.
Het doolhof verdween en werd een bos, met een tijdlang het clubhuis van een sociëteit. Het bosje wordt vermeld in de Camera Obscura van Hildebrand in het gedeelte over Teun de Jager, als "Nietig overschot van vroegere woudpracht." Jac. P. Thijsse vertelt hoe het bos soms vol kan zitten met trekkende zangvogeltjes als goudhaantjes. Op Pinksteren is het Bossiesdag. Dan gaat de Texelse jeugd naar het Doolhof. Deze gewoonte is door de kerken van Den Burg aan het eind van de twintigste eeuw weer opgepakt.
In het begin van de 21ste eeuw heeft Staatsbosbeheer weer 'de zeven pannenkoeken' hersteld.

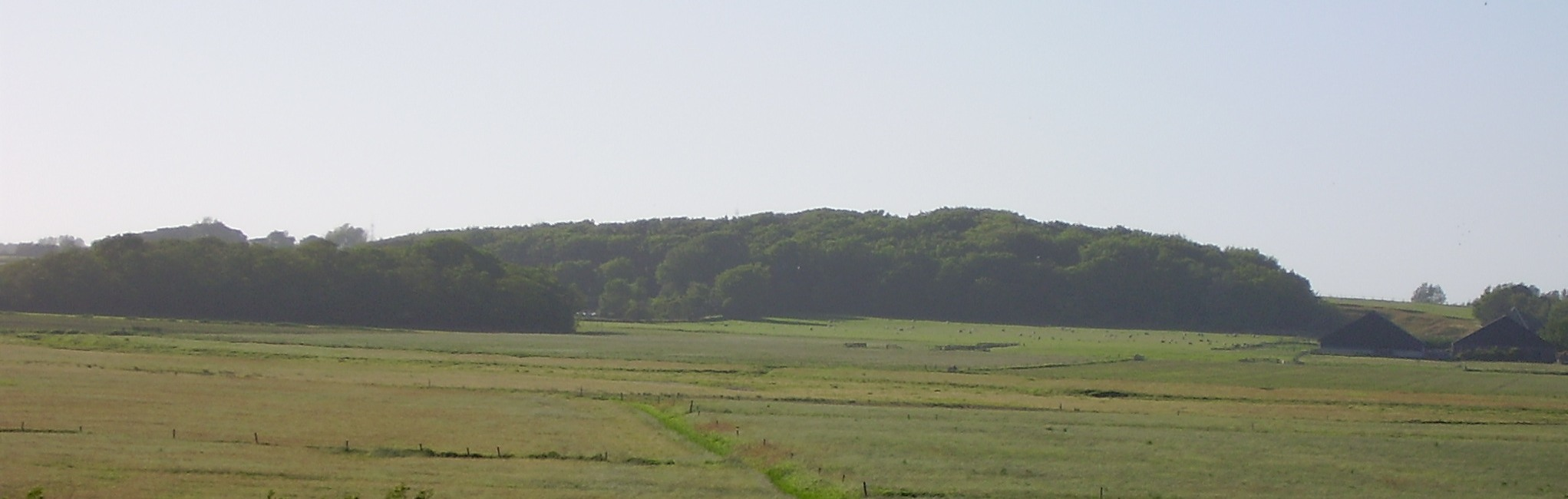
Het Doolhof gezien vanaf de Waddendijk bij de Redoute